# Kanjani8
 (avril 2018).
Si vous disposez d'ouvrages ou d'articles de référence ou si vous connaissez des sites web de qualité traitant du thème abordé ici, merci de compléter l'article en donnant les références utiles à sa vérifiabilité et en les liant à la section « Notes et références ».
Kanjani∞ ou Kanjani Eight (関ジャニ∞, Kanjani Eito) est un groupe de la Johnny's Entertainment. Ce groupe est composé de sept membres dont Yu Yokoyama, Subaru Shibutani, Shingo Murakami, Ryuhei Maruyama, Shota Yasuda, Nishikido Ryo, Tadayoshi Okura et Hiroki Uchi (suspendu), provenant tous de la région du Kansai.
Le groupe a été formé en 2002 et a débuté le 25 août 2004 dans le Kansai et le 22 septembre 2004 dans tout le Japon en tant que "groupe de Johnny's faisant de l'enka moderne". L'une des bases du succès du groupe est leur grande variété de styles comme la pop, le rock, les balades, le blues, le funk, et le jazz. Certaines chansons comme le titre Sukiyanen, Osaka, ou Takoyaki in my heart incluent des Kondo (sketchs) comiques.
Les Kanjani Eight gardent une forte image de comiques, et de stéréotypes liés aux habitants du Kansai, spécialement ceux d'Osaka. Osaka est d'ailleurs un thème récurrent de leurs chansons. Sukiyanen, Osaka, montre leur amour pour la ville, dans ∞saka Obaachan Rock, ils rendent hommage aux mères et grand-mères de la ville, dans Takoyaki in my heart, ils rendent une nouvelle fois hommage à leur région d'origine, à sa gastronomie et ses traditions. Tout en restant des idoles de la Johnny's Jimusho pouvant chanter et danser, les membres démontrent leurs talents individuels dans d'autres activités comme la présentation de show tv, l'écriture et la composition de chansons, la comédie, mais également en évoluant de plus en plus en formation "groupe" où chacun joue d'un instrument, voire de plusieurs en concert.

## Histoire

### La formation
Kanjani8 réunit dès 2002 plusieurs Kansai Juniors issus de formations différentes. D'un côté un groupe de quatre juniors célèbres de "L'age d'or des Juniors" de la Johnny's Jimusho: Subaru Shibutani, Yu Yokoyama, Shingo Murakami et Ryo Nishikido. De l'autre les membres du groupe de Kansai juniors V-West (Five west) composé de  Ryuhei Maruyama, Shota Yasuda, Hiroki Uchi, Kiyohito Mizuno et Tooru Imayama. Ces deux derniers quittent la Johnny's Jimusho en 2002, entrainant l'arrêt du programme télévisé Weekly V. West et la pause momentanée du groupe.
Fin 2002, le programme Weekly V. West est remplacé par J3 Kansai (Prononcé J Cube Kansai) sur la Chaine Kansai TV (chaine numéro 8). Ce programme télévisé va réunir les deux groupes de Juniors et voir un nouveau membre arriver dans le groupe au douzième épisode: Tadayoshi Ohkura. Il est intégré en tant que batteur et participe avec les autres au spectacle Another qui remporte un grand succès. La formation trouve alors la forme définitive de ses débuts à huit membres. Le nom qui leur est donné, Kanjani8, est une contraction de Kansai (leur région d'origine) et de Johnny's, complété par le numéro 8 de la chaîne sur laquelle le groupe s'est formé.
En 2003, Ryo Nishikido et Hiroki Uchi sont intégrés dans la nouvelle formation de la Johnny's Jimusho, NEWS. Ils vont alors partager leur emploi du temps entre les deux groupes, l'un ayant débuté (NEWS) et l'autre cherchant toujours à faire ses débuts officiels (Kanjani8).

### Les débuts
Le 25 août 2004, Kanjani8 fait enfin ses débuts dans sa région d'origine uniquement, le Kansai, avec le single “Naniwa Iroha Bushi”. Le disque est un succès localement grâce à ses sonorités Enka et pop chères à la région. Malgré le succès de la chanson, les membres ont pris ce “premier” début comme un test de la part de la Jimusho, déterminant si oui ou non ils pourraient débuter à l'échelle nationale. Certains ont même appris la sortie du single en lisant un article dans le journal, n'ayant pas été mis au courant par leur maison de production avant que les journalistes ne s'emparent de la nouvelle. Subaru Shibutani s'est dit “très surpris” après avoir appris la nouvelle de cette façon détournée.
Le single ayant reçu un très bon accueil public, le groupe débute nationalement le 22 septembre 2004 avec le même titre. Il est alors premier au classement Oricon Enka et général. Hors de leur région ils sont alors presque inconnus du grand public, à l'exception de Ryo Nishikido et Hiroki Uchi qui profitent de la popularité nationale de leur deuxième groupe, NEWS.
L'année 2005 est marquée par un scandale qui va ébranler les deux groupes et dont les membres de Kanjani8 parlent encore de nos jours avec tristesse. Hiroki Uchi est arrêté à l'âge de 18 ans pour désordre sur la voie publique et consommation d'alcool en dessous de l'âge légal. La Johnny's Jimusho retire alors Uchi des deux groupes et suspend ses activités indéfiniment. Les activités de Kanjani8 continuent cependant et les 7 membres restants montent pour la première fois sur la scène de l'Osaka Jô Hall durant l'été 2005.
En mars 2006, Kanjani8 sort son premier album studio (no 2 à l'Oricon), KJ1: F.T.O. pour Kanjani 1 Funky Town Osaka.
Ils enchainent dans la foulée leur première tournée “F.T.O.N.” pour Funky Tokyo Osaka Nagoya. Les 20 performances de cette mini tournée seront suivies par 46 autres dans la même année, réparties en deux autres tournées au travers de tout le pays.
2007 est pour Kanjani8 une année de succès. Le single “Zukkoke Otoko Michi” débute premier à l'Oricon et finira l'année comme le huitième single le plus vendu de 2007. La sortie de “Zukkoke Otoko Michi” marque également un premier changement de label pour le groupe jusque-là distribué par Teichiku Records, label spécialisé dans l'Enka. Le changement de son du groupe entraîne alors un déplacement vers le label général de la Teichiku, Imperial Records.
En juin 2007 sort leur second album studio, “KJ2: Zukkoke Daidasso” qui débute no 1 à l'Oricon.
La plus grande partie de l'année se passera pour eux sur scène avec une première tournée qui leur fera découvrir la scène du Kyocera Dome à Osaka (Eh?! Honma?! Bikkuri!!) suivie d'une seconde tournée colossale dans tout le pays. Cette tournée globale avec au moins une performance dans chacune des 47 préfectures du Japon durera 5 mois et sera composée de 113 spectacles.
L'année se termine avec la sortie du livre photo et du DVD “47” sur lequel figurent le concert au Tokyo Dome et un long documentaire sur les coulisses de la tournée. 47 sera le DVD musical le plus vendu au Japon de 2008, restant aux sommets de l'Oricon durant 57 semaines.

### 2009 - 2010, Le tournant
Deux ans après la sortie de leur dernier album, “KJ2: Zukkoke Daidasso” le groupe revient au printemps 2009 avec leur nouvel opus, “Puzzle”. Le son prend un nouveau tournant plus pop rock et marque le début des collaborations de Kanjani8 avec des auteurs-compositeurs connus dans le monde musical Japonais. En effet, à la demande des membres, Kazuyoshi Saito écrit la chanson qui donne son titre à l'album “Puzzle”. Les paroles de ce morceau font directement référence aux membres et à leurs débuts, mettant en avant leur vie à Osaka, leurs débuts et surtout le lien amical fort qui les unit.
L'album sera suivi d'une tournée du même nom et d'un DVD.
Fin 2009, le groupe souhaite offrir un cadeau à ses fans et sort trois singles sur trois jours consécutifs, les 23, 24 et 25 décembre. “Shiro” “Aka” et “Midori” (Blanc, Rouge et Vert) rassemblent chacun des chansons différentes, toutes marquées de l'esprit de Noël. Chaque single est vendu à un prix inférieurà celui pratiqué habituellement. Avec ces trois disques, Kanjani8 est alors l'unique groupe Japonais (et ce encore aujourd'hui) à avoir placé trois de ses disques sur les trois premières places de l'Oricon en même temps.
En 2010, selon une déclaration du producteur Johnny Kitagawa, Hiroki Uchi, qui avait été suspendu de ses deux groupes en 2005 est définitivement retiré de leurs effectifs. Il se consacre désormais à sa carrière solo en participant à de nombreuses comédies musicales, à des dramas télévisés et en montant sur scène seul, au cours de tournées à son nom.
Au printemps 2010, You Yokoyama entame une tournée solo (“You Yokoyama ga Yacchaimasu 3 Concert Spring 2010”), qu'il mène à son terme malgré le décès prématuré de sa mère en mai.
Dans le même temps et dans le plus grand secret, le groupe prépare un nouvel album au format particulier, “8Uppers”. Le projet est révélé au compte-goutte sur un site internet semé d'indices, le Club 8. En septembre, il est annoncé que ce mystérieux projet est en fait un film musical dont la bande originale forme un album cohérent, pop et rock, sorti à la fois en DVD et en CD. Le tournage s'est déroulé secrètement au printemps, entre les différentes activités des membres.
“8Uppers” est un film choral qui donne aux sept membres du groupe des rôles à leur mesure. Plongés dans une atmosphère de film noir où ils forment une équipe de jeunes hommes orphelins et travaillant aux frontières de la légalité, ils explorent le thème de l'amour familial et fraternel. Les membres montrent à leurs fans les multiples facettes de leur talent et expriment encore une fois les sentiments qui les unissent et qui font d'eux une famille.
L'album sera suivi d'une tournée d'hiver, elle-même publiée en DVD au printemps 2011.

### 2011
Au cours de l'année 2011, et après le grand tremblement de terre du 11 mars, Kanjani8 est choisi pour animer au mois d'août l'émission “24 Jikan Terebi” (24 heures Télévision), un grand programme de charité chargé chaque année de récolter des fonds pour diverses causes. Ayant subi le tremblement de terre de 1995 dans le Kansai qui avait suscité de nombreux dons venus de tout le pays, les membres se sentent alors d'autant plus concernés et souhaitent rendre la pareille en faisant appel à la générosité des Japonais afin de venir en aide aux victimes du tremblement de terre et du Tsunami.
Le 7 octobre 2011, Ryo Nishikido annonce sa décision de quitter le groupe NEWS, au sein duquel il est resté 8 ans, pour se consacrer entièrement à Kanjani8. Les problèmes de chevauchement d'emploi du temps et la popularité croissante et simultanée des deux groupes l'ont amené à faire un choix. Il se justifiera sur cette décision dans l'émission Music Station du 14 octobre, en reconnaissant le choc que cela a pu provoquer chez les fans de NEWS et en leur demandant de renouveler leur soutien à son ancien groupe, malgré son départ et celui simultané d'un autre membre, Tomohisa Yamashita.
L'année se termine sur la sortie de l'album Fight (ja), certifié Platine et la tournée qui lui est associée. Cette tournée est la première pour les Kanjani8 qui passe par les cinq grands stades de Baseball du Japon, les Dômes de Sapporo, Tokyo, Nagoya, Fukuoka et Osaka.

### 2012, L'Anniversaire des 8 ans

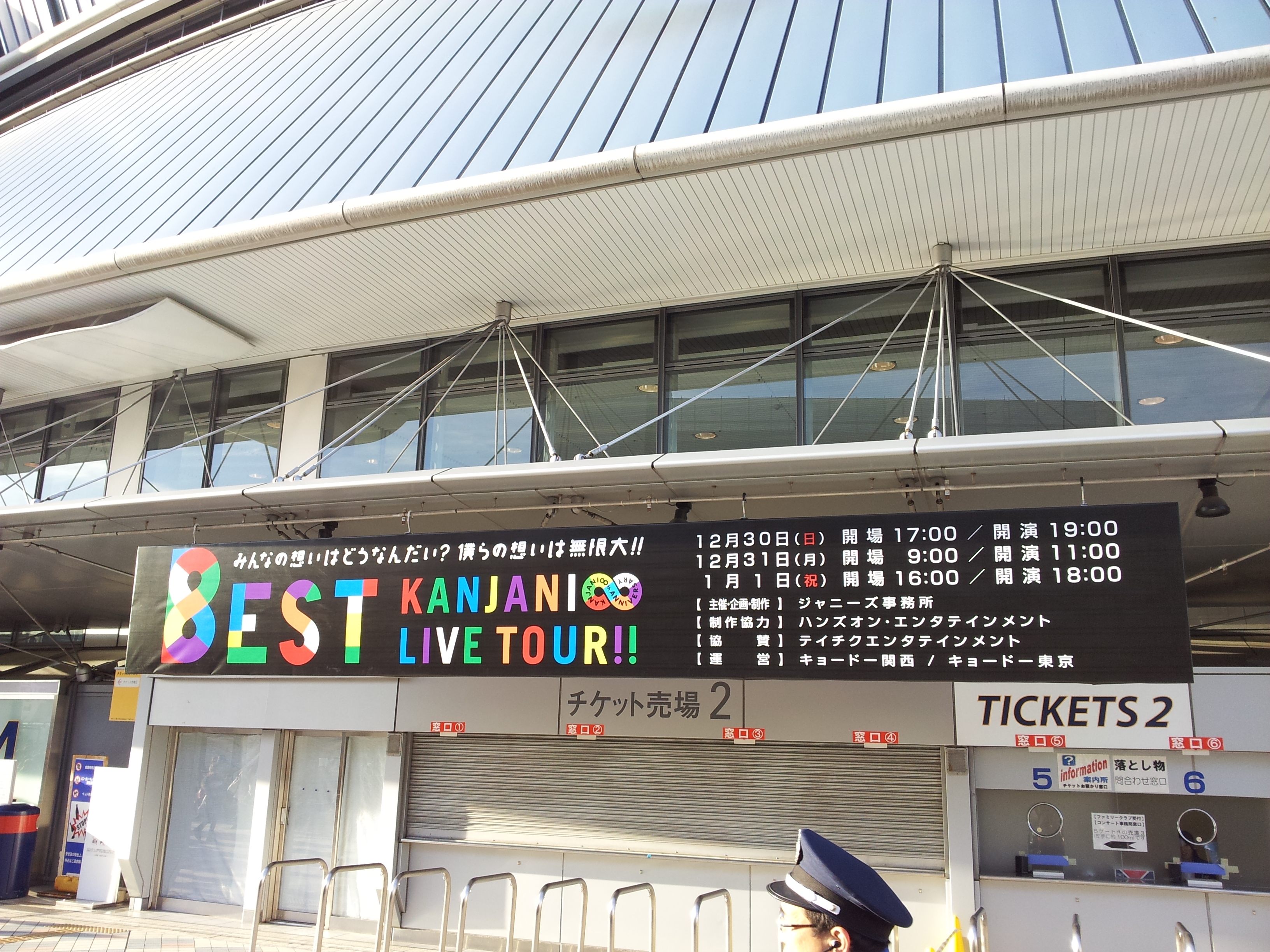
Concert de Kanjani au Kyocera Dome, Osaka, décembre 2012.

Étant donné l'importance du chiffre 8 pour les membres du groupe et leurs fans, Kanjani8 décide en 2012 de fêter leurs 8 ans avec de multiples événements.
Un album Best Of "8EST" sera produit, accompagné d'une tournée nationale dans des salles moyennes, permettant aux fans de tout le pays d'y assister.
Début mars est annoncé le tournage d'un film, leur deuxième en tant que groupe, reprenant leurs alter-ego préférés, les Eito Rangers. Ces personnages étaient nés lors des concerts au Shochiku za d'Osaka sous la plume de You Yokoyama qui souhaitait jouer avec les codes du Sentai japonais. Les Kanjani8 jouent des rangers au cœur pur et parfois très maladroits, essayant de sauver les enfants des dangers qui les guettent grâce au pouvoir de l'amitié. Le film "Eight Rangers", dirigé par Tsutsumi Yukihiko, tout en étant une comédie d'action se veut plus noir et plus profond que les sketchs joués lors des concerts en introduisant des personnages avec de lourds problèmes d'alcoolisme et d'addiction aux jeux. Toutefois, on retrouve la bonne humeur habituelle de Kanjani8 ainsi que leur univers coloré dans ce long métrage. Le film sort le 28 juillet 2012 dans les cinémas Japonais accompagné d'un single sorti sous le nom des Eito Rangers et non Kanjani8.
En 2013, le groupe sort leur album JukeBox, suivi d'une tournée nationale. Durant cette tournée You Yokoyama annoncera aux fans qu'il a, en secret, appris la trompette. Jusque-là responsable des percussions (hors batterie), il désirait pouvoir se considérer comme un authentique musicien et accompagner les autres membres les plus mélomanes lors de performances et de concerts.
Ce changement est bon en avant de motivation pour le groupe qui apparaît de plus en plus en mode groupe dans les émissions télévisées et en concert, gagnant petit à petit une réputation de musiciens talentueux, qui s'ajoute aux yeux du grand public à leur image d'Idoles.

### 2014, 10 ans et un nouveau Label
L'année 2014 voit la sortie du huitième album, Kanjanism et du second volet d'Eight Rangers, "Eight Rangers 2" au cinéma. Après les célébrations de leurs 10 ans, lors de concerts "十祭, Jussai" aux proportions gigantesques dans des stades, le groupe annonce la fin de leur collaboration avec leur label historique, Imperial Records, pour le label indépendant "Infinity Records". La maison a été créée et nommée par les membres afin de leur donner plus de liberté dans la création de leur musique et la direction que prend leur carrière. Le label est chapeauté par le très puissant J-Storm.
Les membres sont depuis impliqués dans la création, de l'écriture à la promotion en passant par l'organisation de leurs concerts : Un ensemble de responsabilités que le groupe souhaitait assumer afin de pouvoir développer leur "Eight-attitude" en toute indépendance.
En 2015, le groupe produit "Kanjani 8 no Genki Ga Deru", leur huitième album, auquel participent d'autres musiciens Japonais renommés. La tournée suivant la sortie de l'album se déroule dans les cinq dômes. Le dernier concert de celle-ci, filmé pour le futur DVD, voit l'absence de Tadayoshi Ohkura, alors hospitalisé pour des problèmes de santé graves l'empêchant de monter sur scène. Les membres apparaissent alors en tout début de concert, sans costumes, afin d'annoncer la nouvelle aux fans et leur demander si le concert doit avoir lieu. À la demande des spectateurs, le spectacle se déroule sans le batteur et plus jeune membre du groupe, les autres membres changeant les paroles des chansons et portant son portrait à tour de rôle pour l'intégrer malgré tout. Le DVD sortira en juin 2016, accompagné d'un documentaire sur les coulisses intégrant Tadayoshi Ohkura.
Cette année voit également le début de deux nouvelles émissions télévisées qui permettront au groupe de se faire connaître auprès de publics jusqu'ici peu concernés. Kanjani8 Chronicle est une émission de sketchs et de défis permettant aux membres de démontrer leur talent d'animation et de comédiens auprès de divers invités issus du monde du spectacle Japonais.
La seconde émission, Kanjam, est une émission musicale qui voit le groupe collaborer lors de performances musicales avec les plus grands artistes Japonais. L'émission provoque un vif intérêt de la part du public et poursuit la métamorphose de l'image du groupe dans les yeux des spectateurs. C'est notamment grâce à ce programme qu'ils rencontrent les artistes qui collaboreront avec eux sur leur neuvième album, Jam, sorti en juin 2017. Étant reconnus comme musiciens et comme groupe de pop-rock, ils sont les premiers Johnny's à être invités à monter sur scène lors du Festival Metrock à Tokyo le 21 mai 2017. Ils jouent alors devant un public qui n'est pas composé uniquement de fans, leur participation ayant été annoncée très tardivement. C'est un défi de taille qu'ils remplissent avec brio si l'on en juge les commentaires très positifs postés sur les réseaux sociaux au moment du concert. Le 15 février 2016, Subaru Shibutani annonce à Johnny's Entertainment son désir de quitter le groupe et l'agence afin de partir à l'étranger se consacrer à la musique; son départ est officialisé le 15 avril 2018 lors d'une conférence de presse dans un hôtel de Tokyo. Il sera effectif durant l'année et Shibutani ne participera pas à la tournée prévue durant l'été 2018.

## Membres

### Formation actuelle
- Yu Yokoyama (横山 裕) 9 mai 1981 (Yū est son nom de scène, son vrai nom est Kimitaka Yokoyama (横山 侯隆)). Percussions et Trompette, voix. Ranger Noir.
- Shingo Murakami (村上 信五) 26 janvier 1982. Piano et claviers, voix. Ranger Violet (Nasu = Aubergine)
- Ryuhei Maruyama (丸山 隆平) 26 novembre, 1983. Basse et voix. Ranger Orange.
- Shota Yasuda (安田 章大) 11 septembre 1984. Guitare, voix. Ranger Bleu.
- Tadayoshi Okura (大倉 忠義) 16 mai 1985. Batterie, voix. Ranger Vert.

### Membres sortants
- Hiroki Uchi (内 博貴) 10 septembre 1986
- Subaru Shibutani (渋谷 すばる) 22 septembre 1981. Voix principale, guitare, harmonica. Ranger Rouge.
- Nishikido Ryo (錦戸 亮)  3 novembre 1984 (Ancien membre de NEWS). Guitare et saxophone, voix. Ranger Jaune.

## Discographie

### Albums
Mini-albums
Albums studio
| 1  | ORIENTAL SURFER Oriental Surfer                      |
| 2  | MONOGRAM モノグラム                                  |
| 3  | NAKANAIDE BOKU NO MUSIC 泣かないで 僕のミュージック  |
| 4  | BABY BABY Baby Baby                                  |
| 5  | LIFE -ME NO MAE NO MUKOU E LIFE ～目の前の向こうへ～ |
| 6  | BACK OFF BACK OFF                                    |
| 7  | NEGAI 願い                                           |
| 8  | HORORI MELODY ほろりメロディー                       |
| 9  | WONDERFUL WORLD!! Wonderful World!!                  |
| 10 | REALIZE realize                                      |
| 11 | BOY BOY                                              |
| 12 | ANIMAL MAGIC アニマル・マジック                      |
| 13 | KYUU JOU SHOW!! 急☆上☆Show!!                         |

| 1  | MON JAI.BEAT モンじゃい・ビート                |
| 2  | UCHUU NI ITTA LION 宇宙に行ったライオン        |
| 3  | FIGHT FOR THE EIGHT                            |
| 4  | T.W.L                                          |
| 5  | FLY HIGH                                       |
| 6  | 365 NICHI KAZOKU 365日家族                     |
| 7  | DYE D?                                         |
| 8  | WATER DROP                                     |
| 9  | TSUBUSA NI KOI ツブサニコイ                    |
| 10 | YELLOW PANSY STREET イエローパンジーストリート |
| 11 | FREEDOM RIRON フリーダム理論                   |
| 12 | KAGAYAKERU BUTAI HE 輝ける舞台へ               |
| 13 | MY HOME マイホーム                             |
| 14 | WANDER                                         |

| 1  | TAKOYAKI IN MY HEART                         |
| 2  | RESCUE RESCUE レスキューレスキュー           |
| 3  | SORRY SORRY LOVE                             |
| 4  | HESOMAGARI へそ曲がり                        |
| 5  | SEISHUN NOSTALGIA 青春ノスタルジー           |
| 6  | NAMIDA NO KOTAE 涙の答え                     |
| 7  | YUUYAMI TRAIN 夕闇トレイン                   |
| 8  | KURAGE クラゲ                                |
| 9  | DEAR SUMMER SAMA!! Dear Summer様!!           |
| 10 | AOPPANA あおっぱな                           |
| 11 | KITAKAZE BLUES 北風ブルース                  |
| 12 | ANATA E あなたへ                             |
| 13 | YOUR WURLITZER                               |
| 14 | WEST SIDE!!                                  |
| 15 | KOKO NI SHIKA NAI KESHIKI ここにしかない景色 |

| 1 | BEAST!! ビースト!! |
| 2 | KARI(KARI) 狩(仮)  |
| 3 | ALL IS WELL        |

| 1  | EJ COASTER EJ☆コースター         |
| 2  | FUN FUN FUN FUN FUN FUN FUN FUN  |
| 3  | MISOJI SHOUNEN 三十路少年        |
| 4  | KING OF OTOKO! キング オブ 男!   |
| 5  | MASTERPIECE                      |
| 6  | KOKORO SORA MOYOU ココロ空モヨウ |
| 7  | HIBIKI ひびき                    |
| 8  | YU ゆ                            |
| 9  | ER2                              |
| 10 | O E KAKI おえかき                |
| 11 | DOYA GAO JINSEI ドヤ顔人生       |
| 12 | ZOU 象                           |
| 13 | RAGE                             |
| 14 | OMOIDAMA オモイダマ              |

| 1  | HIGH SPIRITS                                              |
| 2  | KATTE NI SHIAGARE 勝手に仕上がれ                          |
| 3  | GA MUSHA RA KOUSHINKYOKU がむしゃら行進曲                 |
| 4  | INFINITY 韻踏ィニティ                                     |
| 5  | BARINTAN バリンタン                                       |
| 6  | TSUYOKU TSUYOKU TSUYOKU 強く 強く 強く                    |
| 7  | SPARE KEY スペアキー                                      |
| 8  | CloveR                                                    |
| 9  | NAINAI I LOVE YOU ナイナイアイラブユー                    |
| 10 | WASABI                                                    |
| 11 | NANTOKANARUSA ナントカナルサ                              |
| 12 | MAEMUKI SCREAM! 前向きスクリーム!                         |
| 13 | ITTA JA NAI KA 言ったじゃないか                           |
| 14 | FURIMUKU WAKE NI HA IKA NAI ZE ふりむくわけにはいかないぜ |
| 15 | GENKI GA DERU SONG 元気が出るSONG                         |

| 1  | TSUMI TO NATSU 罪と夏                                        |
| 2  | IMA 今                                                       |
| 3  | DO NA I                                                      |
| 4  | NAGURI GAKI BEAT なぐりガキBEAT                              |
| 5  | YUME E NO KAERIMICHI 夢への帰り道                            |
| 6  | EGETSUNAI えげつない                                         |
| 7  | PANORAMA パノラマ                                            |
| 8  | NEVER SAY NEVER                                              |
| 9  | SAMURAI UTA 侍唄(さむらいソング)                             |
| 10 | S.E.V.E.N KOROBI E.I.G.H.T OKI S.E.V.E.N 転び E.I.G.H.T 起き |
| 11 | NOROSHI                                                      |
| 12 | SEISHUN NO SUBETE 青春のすべて                               |
| 13 | NOSTALGIA ノスタルジア                                       |

Compilations
1. [2012.10.17] - 8EST

### Singles
1. [2004.08.25] Naniwa Iroha Bushi (浪花いろは節) [Kansai] #5
2. [2004.09.22] Naniwa Iroha Bushi (浪花いろは節) [National] #1
3. [2005.03.02] Osaka Rainy Blues (大阪レイニーブルース) #4
4. [2005.09.14] Sukiyanen, Osaka. / Oh! Enka / Mugendai (好きやねん、大阪。/桜援歌(Oh!ENKA)/無限大) #2
5. [2006.06.07] Osaka Obachan Rock / Osaka Romanesque (∞SAKAおばちゃんROCK/大阪ロマネスク) #2
6. [2006.12.13] Kanfuu Fighting (関風ファイティング) #1
7. [2007.04.11] Zukkoke Otokomichi (ズッコケ男道) #1
8. [2007.10.17] It's My Soul (イッツ マイ ソウル) #1
9. [2008.03.12] Wahaha (ワッハッハー) #1
10. [2008.10.29] Musekinin Hero (無責任ヒーロー) #1
11. [2009.11.04] Kyuu☆Jou☆Show!! (急☆上☆Show!!) #1
12. [2009.12.23] GIFT~shiro (GIFT〜白〜) #1
13. [2009.12.24] GIFT~aka (GIFT〜赤〜) #1
14. [2009.12.25] GIFT~midori (GIFT〜緑〜) #1
15. [2010.06.30] Wonderful World!! #1
16. [2010.08.25] Life~me no mae no mukou e~ (LIFE〜目の前の向こうへ〜) #1
17. [2011.04.20] T.W.L / Yellow Pansy Street (T.W.L / イエローパンジーストリート)
18. [2011.05.11] My Home (マイホーム)
19. [2011.06.08] 365 Nichi Kazoku (365日家族)
20. [2011.08.17] Tsubusa ni Koi (ツブサニコイ)
21. [2012.06.13] Ai Deshita (愛でした。)
22. [2012.07.25] ER
23. [2012.09.05] Aoppana (あおっぱな)
24. [2013.04.24] Hesomagari / Kokonishikanai Keshiki (へそ曲がり/ここにしかない景色)  Platine
25. [2013.06.12] Namida no Kotae (涙の答え)

### DVD
- [2005.03.30] Excite!!
- [2005.11.23] Spirits!!
- [2006.06.28] DREAM BOYS
- [2006.09.06] Heat up!
- [2007.12.12] 47
- [2009.09.22] Puzzle Tour 2009
- [2010.03.31] Countdown Live 2009-2010

### Compilation / Autres
- [2007.10.17] Hattori Ryoichi ~Tanjou 100 Shuunen Kinen Tribute Album~ (#3 Kaimono Boogie) (買い物ブギ)